# Настя (рассказ)
«Настя» — рассказ, новелла русского писателя Владимира Сорокина, написанный в 2000 году и опубликованный издательством «Ad Marginem» в 2001 году в составе сборника рассказов «Пир», хотя в интернете текст рассказа можно было найти ещё с осени 2000 года. Термин «новелла» употребил сам автор, говоря о книге как о сборнике 13 новелл, которые «так или иначе связаны с едой».

## Создание
Рассказ «Настя» был написан мною в Токио в 2000-м году. Тогда начинался век нынешний, а мне захотелось высказаться о начале ХХ-го, обещавшего не только революцию, но и новую мораль. Собственно, «Настя», как мне кажется, не про Настю, а про русскую интеллигенцию накануне «века долгожданной свободы»
— Владимир Сорокин. Художественная литература по определению неподсудна // Новые Известия. — 24 августа 2016.

## Действующие лица
- Настя Саблина, шестнадцатилетняя девушка
- Сергей Аркадьевич Саблин, отец Насти
- Александра Владимировна Саблина, мать Насти
- Отец Андрей, священник
- Арина Мамут, подруга Насти
- Димитрий Андреевич Мамут, отец Арины
- Лев Ильич, друг Саблиных
- Супруги Румянцевы, гости Саблиных
- Павлушка, лакей
- Савелий, повар
- Няня Насти
- Митяй, конюх
- Дубец, конюх
- Порфишка, деревенский дурачок

## Сюжет
Действие происходит в течение одного дня 6 августа 1900 года.
Главной героине Настасье Саблиной исполняется шестнадцать лет, и она, преисполненная чувств, начинает рассуждать с определённым детским инфантилизмом о «самом важном дне в её жизни». Затем её поздравила с днём рождения мать, подарив бриллиантовое сердечко с тонкой золотой цепочкой. Потом, помывшись лавандовой водой при помощи няни, Настя вышла на веранду, где завтракал её отец вместе со своим другом Львом Ильичом. Лев Ильич подарил Насте золотую брошь. После завтрака Настя гуляла по поместью и увидела, как наказывают лакея Павлушу, которого на конюшне привязали к лавке и пороли, что произвело сильное впечатление на неё. Вернувшись домой с прогулки, Настя увидела, что к ним в гости приехал отец Андрей, который подарил девочке чёрную жемчужину.
Дальнейшее действие рассказа происходит на улице возле большой печи, возле которой стояли повар Савелий с длинной кочергой, отец, мать, отец Андрей, Лев Ильич. Няня раздела Настю и она осталась стоять голой посреди двора.
Затем Настя неуверенно подошла к лопате, и тогда её отец вместе с Савелием подхватили её и положили спиной на лопату. После того как Настя обняла себя за колени, прижала ноги к груди, повар пристегнул её цепями к лопате. Все начали советовать, как лучше Насте лежать на лопате, но она осталась в прежнем положении. После прощания с родителями, Савелий ухватился за железную рукоять лопаты и задвинул Настю в печь.

Тело её осветилось оранжевым. «Вот оно!» — успела подумать Настя, глядя в слабо закопчённый потолок печи. Жар обрушился, навалился страшным красным медведем, выжал из Насти дикий, нечеловеческий крик. Она забилась на лопате.
Тогда все подошли ближе к печи, только няня отошла в сторону.

Кожа на ногах и плечах Насти быстро натягивалась и вскоре, словно капли, по ней побежали волдыри. Настя извивалась, цепи до крови впились в неё, но удерживали, голова мелко тряслась, лицо превратилось в сплошной красный рот. Крик извергался из него невидимым багровым потоком.
Настю подали на стол к семи часам. В ожидании жаркого гости допивали вторую бутылку шампанского. За столом кроме родителей Насти, отца Андрея и Льва Ильича сидели супруги Румянцевы и Димитрий Андреевич Мамут с дочерью Ариной (подруга Насти).

Золотисто-коричневая, она лежала на овальном блюде, держа себя за ноги с почерневшими ногтями. Бутоны белых роз окружали её, дольки лимона покрывали грудь, колени и плечи, на лбу, сосках и лобке невинно белели речные лилии.
Мать Насти не могла просто смотреть на блюдо, но остальные гости говорили не портить им праздника, и мать спокойно продолжала сидеть. Выпив тост за преодоление пределов, матери Насти дали нож и вилку, и предложили вырезать куски на заказ.

Давайте есть, господа, пока Настя не остыла! — Саблин заложил себе угол салфетки за ворот. — На правах отца новоиспечённой я заказываю первый кусок: левую грудь! Павлушка! Неси бордо!
Во время трапезы велись беседы о ницшеанстве, трансцендентальном, философии, религии и истории. После ужина все провели некий мистический ритуал над костями Насти.

## Критика
Повесть «Настя», по мнению критиков, в некоторой степени пародирует «Пьесу без названия» А. Чехова (основу фильма Н. Михалкова «Неоконченная пьеса для механического пианино»); в ещё большей степени это автопародия.

## Экранизация
В июле 2016 года Константин Богомолов рассказал о подготовке к съемкам экранизации новеллы. По словам режиссёра, об этой возможности он мечтал много лет.
Вскоре после этого активистка Ирина Васина, представляющая некое «общественное движение противодействия экстремизму», обратилась в полицию с требованием запретить распространение рассказа и привлечь Сорокина и Богомолова к ответственности. По её словам, в тексте присутствует пропаганда каннибализма, а также «унижение группы лиц по признаку отношения к религии православных христиан и по признаку отношения к национальности». При этом Васина признала, что никто из членов её организации не видел фильма, но предположила, что «такой экстравагантный режиссёр может снять фильм с признаками экстремизма».
Владимир Сорокин:
...теперь этот текст дошел до мозгов наших народных бронтозавров и те разразились негодующим ревом. Но впечатляет не рев отечественных бронтозавров, а скорость нервного импульса в их телах: 16 лет. Такова скорость нынешней народной мысли. Кстати, таков и возраст Насти. Бронтозавру невдомек, что художественная литература по определению неподсудна. Пусть себе ревет. Сейчас время рева и конвульсий, выдаваемых за новую силу. Уверен, что Богомолов, человек смелый и одаренный, сделает хороший фильм.
Константин Богомолов
Рассказ Владимира Сорокина – классика русской литературы, претензии активистов комментировать просто глупо. Какое-то мифическое общество, подобные заявления на меня подаются регулярно. Сейчас какая-то девочка считает, что рассказ Сорокина пропагандирует каннибализм, по этому принципу нужно запретить половину русских народных сказок. А если в рассказе действует православный поп, то это, конечно же, разжигание религиозной розни. Тогда надо и сказку Пушкина запретить.
В своих интервью осенью 2017 Богомолов рассказал, что съёмки фильма закончены и лента находится на стадии монтажа; в марте 2019 — на стадии озвучания.